# Tova Milo

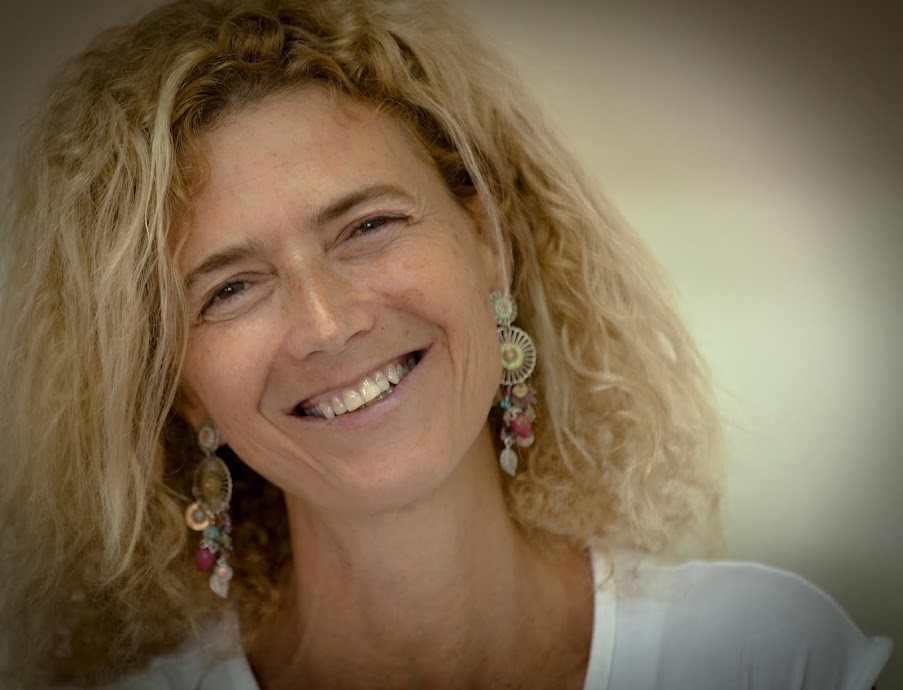
Tova Milo in 2014

Tova Milo ist eine israelische Informatikerin. Sie ist Professorin für Informatik an der Universität Tel Aviv und Dekanin der Fakultät für Exakte Wissenschaften. Tova Milo ist Leiterin des Forschungslabors über Datenbanken und Informationssysteme an der Universität Tel Aviv.
Sie promovierte 1992 an der Hebräischen Universität Jerusalem. Sie war Postdoktorandin an der Universität Toronto und am INRIA in Frankreich, bevor sie an die Universität Tel Aviv kam.
Milo ist Mitautorin von über 200 Beiträgen zum Thema Datenbank in führenden Konferenzen und Zeitschriften sowie eines Buches über Geschäftsprozesse. Sie hat über 10.000 Zitierungen und einem H-Index über 50. Milo ist eine der produktivsten Autorinnen des Symposium on Principles of Database Systems und war die erste Frau, die bei diesem Symposium als Hauptrednerin auftrat.
Im Jahr 2010 gewannen Milo und ihre Co-Autoren Victor Vianu und Dan Suciu den Alberto O. Mendelzon Test-of-Time Award für ihre Arbeit über Typüberprüfung für XML-Transformationssprachen.
Milo war Mitglied des Redaktionsausschusses führender Datenbankzeitschriften (VLDB Journal und TODS) und Vorsitzende des Programmausschusses des Symposium on Principles of Database Systems, der International Conference on Database Theory (ICDT) und der VLDB-Konferenz. Sie war Mitglied des VLDB-Stiftungsrates.
Im Jahr 2012 wurde Milo für ihre „Beiträge zur Datenbanktheorie und zum Geschäftsprozessmanagement“ zum ACM Fellow gewählt. Im Jahr 2014 wurde sie zum Mitglied der Academia Europaea gewählt. Im Jahr 2017 erhielt sie den Weizmann-Preis für exakte Wissenschaften sowie den VLDB Women in Database Research Award. Im Jahr 2022 wurde sie mit dem IEEE Technical Committee on Data Engineering (TCDE) Impact Award ausgezeichnet.
Tova Milo wird in der Liste "Notable Women in Computer Science" aufgeführt.